# مایک اشلی
مایک اشلی (انگلیسی: Mike Ashley؛ زادهٔ ۹ سپتامبر ۱۹۶۴) کارآفرین و سرمایه‌دار اهل بریتانیا است، که مالک سابق باشگاه فوتبال نیوکاسل یونایتد و بنیانگذار و مالک فعلی گروه فریزر می‌باشد.